# Campeonato do Mundo de Hóquei em Patins Sub-20 de 2005
O Campeonato do Mundo de Hóquei em Patins Sub-20 de 2005 foi a 2.ª edição do Campeonato do Mundo de Hóquei em Patins Sub-20. Esta competição é organizada pelo CIRH. A cidade onde se realizou a competição foi em Malargue na Argentina.
.
Antes da competição assisitiu-se a uma série de desistências de diversas selecções Europeias e Africanas, alegando os altos custos das deslocações para não se fazerem representar. Destaque para a ausência do Campeão em título  Portugal, bem como do 3.º classificado da 1.ª edição  França, da  Itália ou de qualquer selecção do continente Africano.